# Liste des stations de radio à Maurice (pays)
Cet article présente la liste des radios à Maurice.
L'audiovisuel est largement dominé par l'entreprise publique de radio et de télévision Mauritius Broadcasting Corporation abrégé en MBC, bien qu'il existe plusieurs stations de radio privées,,.
Les listes suivantes ne sont pas exhaustives.

## Général
| Nom                         | Langue                                     | Operateur                 | Frequence             | Website                  | Écoute live | Statut de la Radio    |
| --------------------------- | ------------------------------------------ | ------------------------- | --------------------- | ------------------------ | ----------- | --------------------- |
| AM (kHz)                    |                                            |                           |                       |                          |             |                       |
| BBC World Service           | anglais                                    | BBC Radio                 | 1575                  | www.bbc.co.uk            |             | externe               |
| Radio Maurice               | mauricien, français, chinois               | MBC                       | 684                   | www.mbcradio.tv          | yes         | Radio gouvernementale |
| Radio Mauritius             | hindi                                      | MBC                       | 819                   | www.mbcradio.tv          | yes         | Radio gouvernementale |
| FM (MHz)                    |                                            |                           |                       |                          |             |                       |
| Best FM                     | hindi, anglais                             | MBC                       | 103.5 & 99.4 & 96.4   | www.mbcradio.tv          | yes         | Radio gouvernementale |
| Kool FM                     | créole mauricien, français, anglais        | MBC                       | 91.7 & 97.3 & 98.9    | www.mbcradio.tv          | yes         | Radio gouvernementale |
| NRJ Maurice                 | créole mauricien, français, hindi, anglais | MBC                       | 92.4 & 90.8 & 94.9    | www.nrj.mu               | yes         | Privée                |
| Radio One                   | français, créole mauricien                 | Viva Voce Ltée            | 101.7 & 100.8 & 102.4 | www.r1.mu                | yes         | Privée                |
| Radio Plus                  | français, créole mauricien, hindi          | Défi Média Group          | 87.7 & 88.6 & 89.3    | radioplus.defimedia.info | yes         | Privée                |
| Radio France Internationale | français                                   | Radio France              | 93.2                  | www.rfi.fr               |             | Externe               |
| Taal FM                     | hindi, bhojpuri, chinois                   | MBC                       | 94.9 & 94.0 & 95.6    | www.mbcradio.tv          | yes         | Radio gouvernementale |
| Top FM                      | hindi, français, créole mauricien          | Top FM Ltd                | 105.7 & 104.4 & 106.0 | www.topfmradio.com       | yes         | Privée                |
| Planet FM (Maurice),        | créole mauricien, français, hindi, anglais | Purely Communications Ltd | 90.2 & 91.2 & 96.1    | www.planetfm.mu          | yes         | Privée                |
| Wazaa FM (Maurice)          | créole mauricien, français, hindi, anglais | First Talk Ltd            | 100.5 & 103.2 & 106.5 | www.wazaafm.mu           | yes         | Privée                |
| HIT FM (Maurice)            | créole mauricien, français, hindi, anglais | Mopays Ltd                |                       | www.hitfmmmaurice.online | yes         | Privée                |

### Radio uniquement diffusée en ligne
| Nom              | Langue                              | Site                      | En ligne |
| ---------------- | ----------------------------------- | ------------------------- | -------- |
| NRJ Maurice      | créole mauricien, français          | www.nrj.mu                | yes      |
| OUI Radio        | créole mauricien, français, anglais | www.ouiradio.com          | yes      |
| Radio230         | créole mauricien, français          | www.radio230.com          | yes      |
| Radio Plus Hits  | anglais, français                   | radioplus.defimedia.info/ | yes      |
| Radio Plus Fever | créole mauricien, français, anglais | radioplus.defimedia.info/ | yes      |
| Radio Plus Indiz | hindi, bhojpuri, tamil, telugu      | radioplus.defimedia.info/ | yes      |
| Faith Radio      | créole mauricien, français, anglais | www.faith.mu              | yes      |
| HitFM Maurice    | créole mauricien, français          | www.hitfmmaurice.online   | yes      |

## Ile Rodrigues
| Nom                         | Langue                                        | Opérateur        | Frequence (kHz) | Site                     |
| --------------------------- | --------------------------------------------- | ---------------- | --------------- | ------------------------ |
| AM (kHz)                    |                                               |                  |                 |                          |
| Rodrigues AM                | Créole rodriguais, français                   | MBC              | 1206            | www.mbcradio.tv          |
| FM (MHz)                    |                                               |                  |                 |                          |
| Rodrigues FM                | Créole rodriguais, français                   | MBC              | 97.3            | www.mbcradio.tv          |
| Radio France Internationale | français                                      | Radio France     | 93.2            | www.rfi.fr               |
| Radio Plus                  | Créole rodriguais, Créole mauricien, Français | Défi Média Group | 92.1 & 92.5     | radioplus.defimedia.info |